# Februar 1989
Portal Geschichte | Portal Biografien | Aktuelle Ereignisse | Jahreskalender | Tagesartikel

◄ |
19. Jahrhundert |
20. Jahrhundert
| 21. Jahrhundert

◄ |
1950er |
1960er |
1970er |
1980er
| 1990er | 2000er | 2010er | ►

◄ |
1985 |
1986 |
1987 |
1988 |
1989
| 1990 | 1991 | 1992 | 1993 | ►

◄ |
November 1988 |
Dezember 1988 |
Januar 1989 |
Februar 1989 |
März 1989 |
April 1989 |
Mai 1989 |
►
Dieser Artikel behandelt aktuelle Nachrichten und Ereignisse im Februar 1989.

## Tagesgeschehen

### Sonntag, 5. Februar 1989
- London/Vereinigtes Königreich: Der private Rundfunkveranstalter Sky startet die Ausstrahlung des TV-Senders Eurosport. Der Spartenkanal für Sportereignisse wird über den Kommunikationssatelliten Astra verbreitet und ist mit dem entsprechenden Equipment in ganz Europa empfangbar.[1]

### Montag, 6. Februar 1989

Logo der Polnischen Vereinigten Arbeiterpartei

- Warschau/Polen: Als Ergebnis jahrelanger Kontroversen zwischen der laut Staatsdoktrin ohne Konkurrenz regierenden Polnischen Vereinigten Arbeiterpartei einerseits und bürgerlichen sowie staatlichen Gruppierungen andererseits treffen sich Vertreter der Arbeiterpartei, der Solidarność-Gewerkschaft, der Kirche und weiterer Interessengruppen zum Runden Tisch. Die verhandelten Themen betreffen politische Reformen, die Wirtschafts- und Sozialpolitik sowie Pluralismus.[2]

### Dienstag, 7. Februar 1989

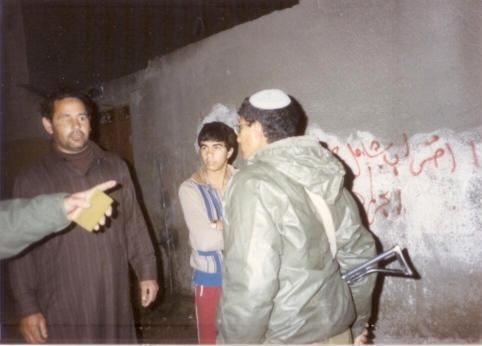
Israelischer Soldat (rechts) im Gazastreifen

- New York/Vereinigte Staaten: Die Palästinensische Befreiungsorganisation (PLO) fordert den Generalsekretär der Vereinten Nationen auf, die Sicherheitslage in den israelisch besetzten Gebieten „einschließlich Jerusalems“ stärker zu beachten. Seit Dezember 1988 seien 55 Palästinenser durch Israelis getötet worden. Aus offiziell nicht geklärten Gründen brach 1987 die so genannte palästinensische „Intifada“ gegen Israel aus, gegen welche Israel militärisch vorgeht. Die PLO-Führung bekundet seit einigen Monaten ihr Interesse an einer friedlichen Beilegung des Konflikts.[3][4]

### Donnerstag, 9. Februar 1989
- London/Vereinigtes Königreich: In der Debatte um die Tierseuche BSE kommt eine Forschungsgruppe um den Zoologen Richard Southwood zu dem Schluss, dass sich für den Menschen keine gesundheitlichen Gefahren ergeben, wenn er Fleisch von Hausrindern verzehrt, welche an BSE erkrankt sind, da die Tierart eine „Sackgasse“ (englisch „dead end“) für den BSE-Erreger sei. Der Southwood-Report entstand im Auftrag der Regierung.[5][6]

### Freitag, 10. Februar 1989
- Berlin/Deutschland: Die 39. Internationalen Filmfestspiele Berlin beginnen und indizieren für Kritiker ein weiteres Mal die „Überschwemmung“ des europäischen Filmmarkts mit Produktionen aus den Vereinigten Staaten sowie die Krise des „europäischen Films“ an sich. Der Filmkritiker Andreas Kilb fasst zusammen: „Entdeckungen kann man auf den Festivals kaum noch machen […] und europäische Regisseure gehen, wer kann es ihnen verübeln, nach Hollywood.“[7]

### Dienstag, 14. Februar 1989
- Teheran/Iran: Der Religionsführer des Iran Ajatollah Ruhollah Chomeini ruft Muslime in aller Welt zur Ermordung des indischstämmigen britischen Schriftstellers Salman Rushdie aus religiösen Gründen auf, da sich dessen Buch Die satanischen Verse „gegen den Koran, den Propheten und den Islam“ richte.[8]

### Mittwoch, 15. Februar 1989

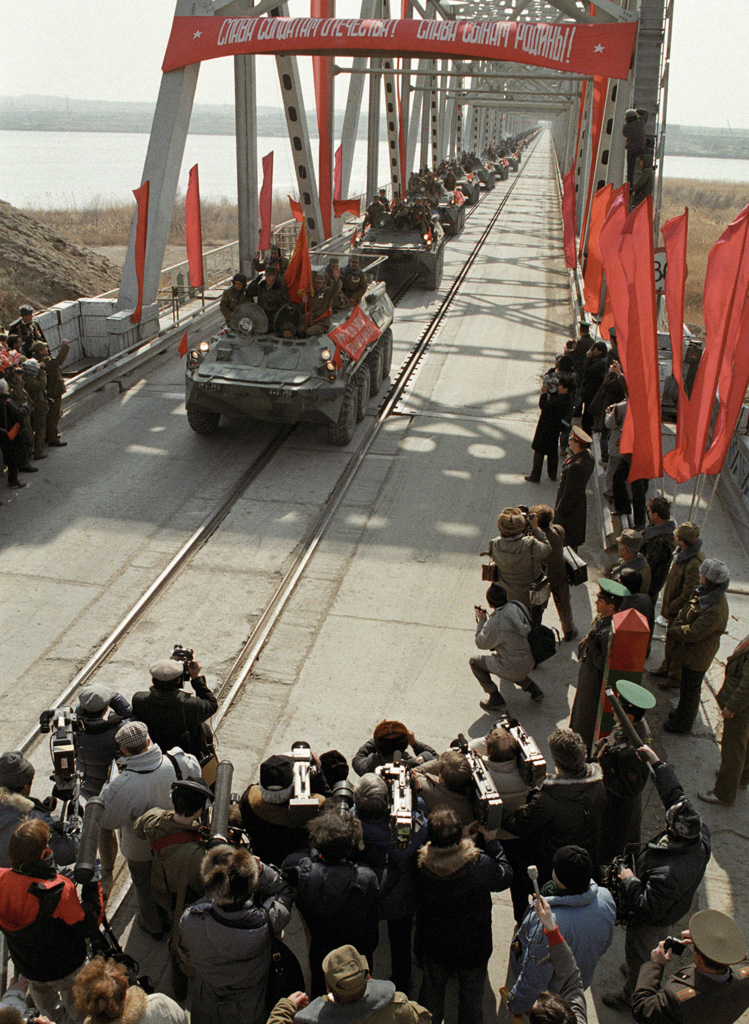
Rückzug der Roten Armee aus Afghanistan

- Khwahan/Afghanistan: Über die vier Jahre zuvor errichtete Freundschaftsbrücke zwischen Afghanistan und der Sowjetunion bringt ein Militärkonvoi die letzten Soldaten der Roten Armee in ihre Heimat zurück. 1979 begann die Intervention der Sowjets in Afghanistan, um den Machterhalt der kommunistischen Demokratischen Volkspartei Afghanistans nach der Saurrevolution zu gewährleisten. Der heute abgeschlossene Abzug bedeutet voraussichtlich noch nicht das Ende des Kriegs in Afghanistan.[9]

### Samstag, 18. Februar 1989
- Berlin/Deutschland: Die Fernsehserie Alf wird mit der Goldenen Kamera ausgezeichnet.[10]

### Montag, 20. Februar 1989
- Shropshire/Vereinigtes Königreich: In dem englischen Dorf Tern Hill bringt die Terrororganisation Provisorische Irisch-Republikanische Armee zwei Bomben an der Clive-Kaserne der Britischen Armee zur Explosion. Alle Soldaten konnten die kritischen Bereiche nach einem Hausalarm kurz vor den Detonationen verlassen. Die Bomben zerstören weite Teile der Kaserne.[11]

### Dienstag, 21. Februar 1989
- Berlin/Deutschland: Die Jury der 39. Internationalen Filmfestspiele Berlin zeichnet den Film Rain Man von Regisseur Barry Levinson als besten Beitrag des Festivals mit dem Goldenen Bären aus.[12]

### Mittwoch, 22. Februar 1989
- Los Angeles/Vereinigte Staaten: Bei den 31. Grammy Awards wird u. a. Bobby McFerrin als Interpret des Titels Don’t Worry, Be Happy ausgezeichnet. Zum ersten Mal wird ein Grammy in der Kategorie Beste Rap-Darbietung verliehen, um die von Afroamerikanern etablierte Hip-Hop-Kultur zu würdigen, die inzwischen eine der beliebtesten Jugendkulturen ist. Trotz des Erfolgs des Hip-Hops wird die Übergabe des Rap-Grammys nicht im Fernsehen übertragen. Daher boykottieren die Preisträger DJ Jazzy Jeff & the Fresh Prince die Veranstaltung.[13][14]

### Donnerstag, 23. Februar 1989

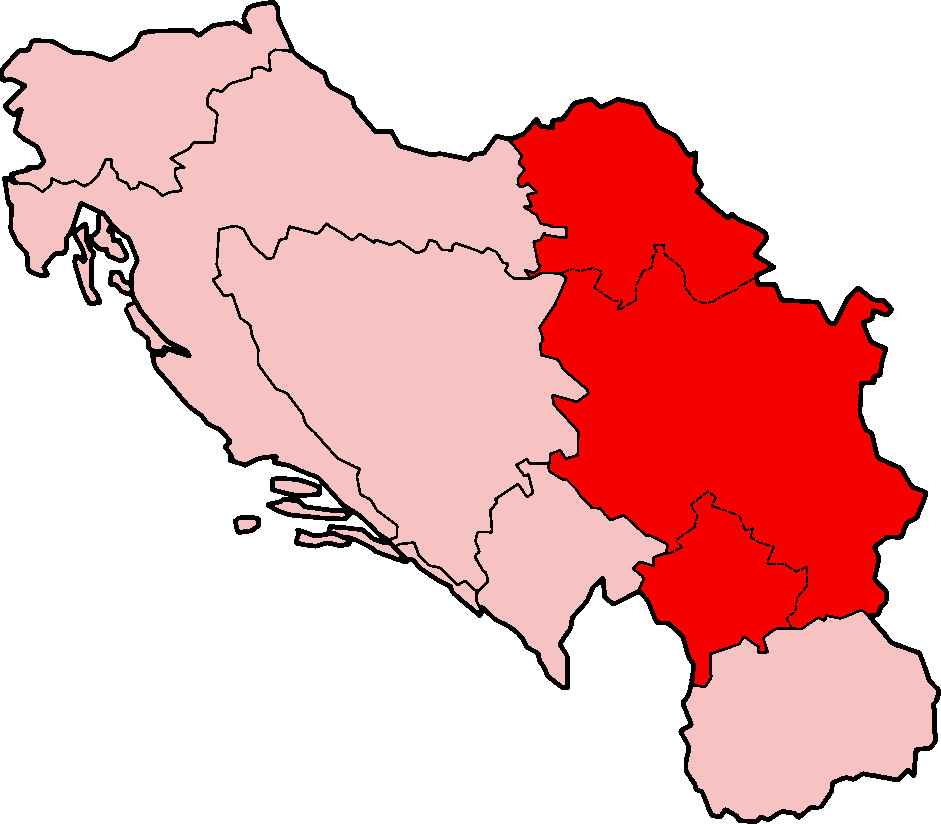
Jugoslawien, Republik Serbien in rot mit Kosovo-Metochien und der Vojvodina

- Algier/Algerien: Im Verfassungsreferendum über die Zulassung einer pluralistischen Parteienlandschaft, deren Einführung das Politbüro der Einheitspartei Nationale Befreiungsfront (FLN) seit November 1988 nach blutigen Volkserhebungen anstrebt, stimmen etwa drei Viertel der teilnehmenden Wahlberechtigten dem Ende der FLN-Alleinherrschaft zu.[15]
- Belgrad/Jugoslawien: Das Parlament der Sozialistischen Republik Serbien stimmt für eine Revision der Verfassung, die die Selbstverwaltung der Provinzen Kosovo und Metochien sowie Vojvodina beendet.[16]

### Freitag, 24. Februar 1989

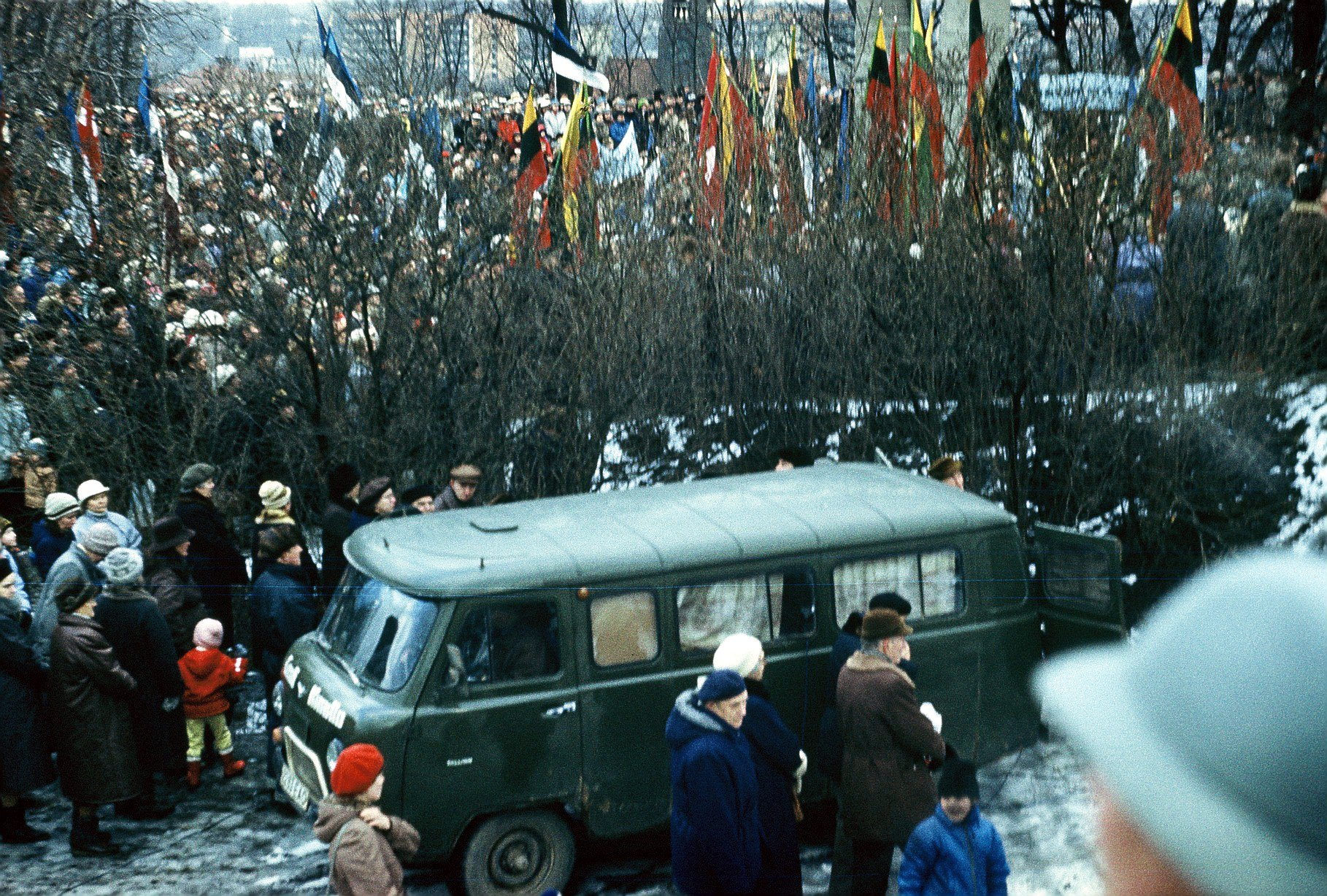
Demonstration für die Unabhängigkeit Estlands

- Tallinn/Sowjetunion: Am 71. Jahrestag der Unabhängigkeitserklärung des Gouvernements Estland wird die offiziell bis 1988 verbotene blau-schwarz-weiße Flagge Estlands wieder auf dem Domberg in der Hauptstadt der Estnischen SSR gehisst. Am selben Tag erhebt der Oberste Sowjet der Teilrepublik den 24. Februar zum gesetzlichen Feiertag.[17]
- Honolulu: United-Airlines-Flug 811: Aus einer Boeing 747 wird zum dritten Mal eine Frachttür herausgerissen, diesmal kommen 9 Menschen ums Leben.

### Dienstag, 28. Februar 1989
- Budapest/Ungarn: Die Regierung von Ministerpräsident Miklos Nemeth (Sozialistische Arbeiterpartei) beschließt die Demontage des Grenzsignalzauns zwischen Österreich und der Volksrepublik, weil die Anlagen aus den 1960er Jahren wegen Altersmängeln saniert werden müssten und Ungarn die Reparaturkosten ebenso wenig tragen will wie die Sowjetunion.[18]

## Weblinks

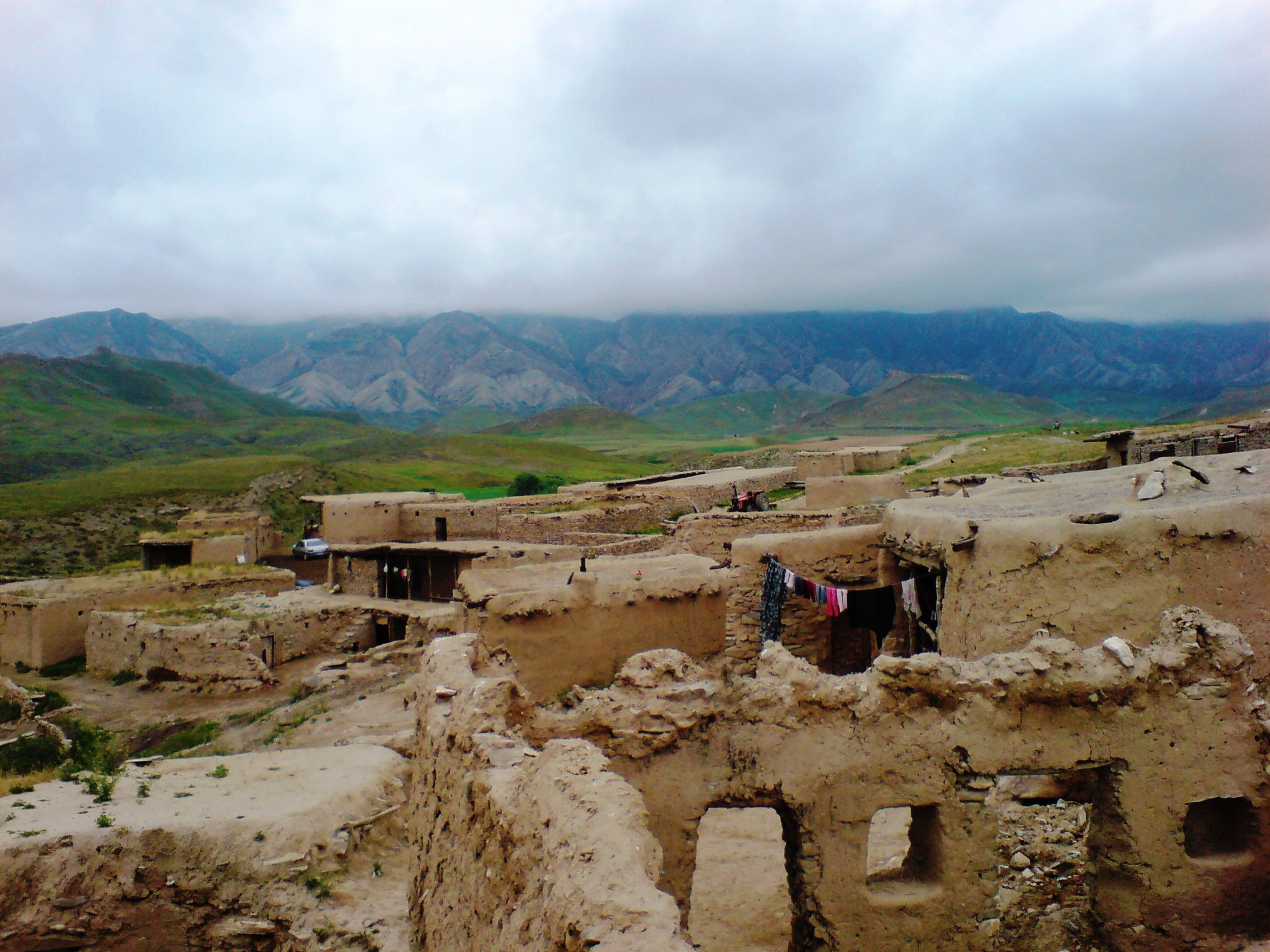
Iran im Februar 1989